# Tony Casillas
Pour les articles homonymes, voir Casillas.
College Football Hall of Fame 2004
(en) Statistiques sur pro-football-reference
Tony Casillas (né le 26 octobre 1963 à Tulsa en Oklahoma) est un joueur américain de football américain qui évoluait comme defensive tackle dans la National Football League (NFL).
Il se démarque au niveau universitaire, avec les Sooners de l'Université de l'Oklahoma, en les aidant à remporter le championnat national en 1985. Il est nommé deux fois dans l'équipe All-America et remporte le Lombardi Award remis au meilleur lineman universitaire. Ses performances à l'université lui permet d'être intronisé au College Football Hall of Fame.
Il est sélectionné par les Falcons d'Atlanta en deuxième position lors de la draft 1986 de la NFL. Il connaît des hauts et des bas avec les Falcons, puis une saison 1990 très difficile, qui est marquée par un conflit avec son entraîneur, une suspension après avoir manqué un vol d'avion de son équipe et une blessure au coude, au point de penser à la retraite.
Il est finalement échangé aux Cowboys de Dallas après cinq saisons avec le Falcons et son nouveau départ à Dallas est une réussite, en aidant l'équipe à remporter le Super Bowl deux années consécutives. Après deux saisons avec les Jets de New York, il retourne avec les Cowboys en 1996, avec lesquels il termine sa carrière de 12 saisons dans la NFL.